# Banon
Banon es una comuna francesa situada en el departamento de Alpes de Alta Provenza, en la región de Provenza-Alpes-Costa Azul. Produce un queso con el mismo nombre con denominación de origen controlada.

## Demografía
| 664 | 767 | 850 | 973 | 940 | 878 | 1027 | 999 |
| Para los censos de 1962 a 1999 la población legal corresponde a la población sin duplicidades (Fuente: INSEE [Consultar]) |     |     |     |     |     |      |     |